# Berc
Berc est un petit village du sud de la France. Il se situe dans le département de la Lozère, dans le Massif central, à la limite avec le Cantal, à une altitude de 1 101 mètres.
En 1968, il y avait 144 habitants.
Commune indépendante jusqu'au  1er janvier 1973, Berc forme désormais avec les villages d'Arcomie et du Bacon la nouvelle commune des Monts-Verts. Le chef-lieu de celle-ci est Le Bacon.

## Histoire
Elle est créée en 1877 à partir des communes d'Arcomie, La Fage-Saint-Julien et Termes. Le 1er janvier 1973, elle fusionne avec deux communes, Arcomie et Le Bacon, pour constituer la nouvelle commune nommée Les Monts-Verts,. Elle prend alors le statut de commune associée qu'elle conserve jusqu'au 17 juillet 1990 quand la fusion simple est substituée à la fusion-association (arrêté préfectoral du 17 juillet 1990).
La commune était connue au début du XXe siècle pour sa production artisanale de sabots.

## Politique et administration

### Liste des maires de 1877 au31 décembre 1972
| Période                                  | Période          | Identité | Étiquette | Qualité |
| ---------------------------------------- | ---------------- | -------- | --------- | ------- |
|                                          | 31 décembre 1972 | Bénezet  |           |         |
| Les données manquantes sont à compléter. |                  |          |           |         |

### Liste des maires délégués du1erjanvier 1973au17 juillet 1990
| Période                                  | Période | Identité | Étiquette | Qualité |
| ---------------------------------------- | ------- | -------- | --------- | ------- |
|                                          |         |          |           |         |
| Les données manquantes sont à compléter. |         |          |           |         |

## Culture locale et patrimoine

### Lieux et monuments
- Église Sainte-Marie de Berc[3].
- Croix près de l'église Sainte-Marie.

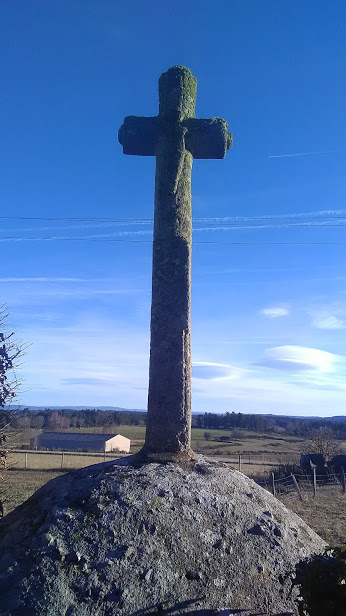
Croix ancienne.
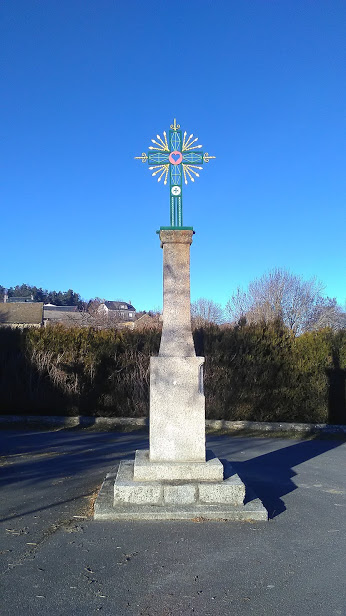
Croix moderne.

### Personnalités
- Pierre Veyron[3] (1903-1970), né à Berc. Célèbre coureur automobile, son nom a été repris par la marque Bugatti pour baptiser un de ses modèles.